# Contra (album)
Contra – drugi album studyjny indierockowego, amerykańskiego zespołu Vampire Weekend. Nazwa odnosi się do nikaraguańskich kontrrewolucjonistów (Contras), albumu Sandinista! zespołu The Clash oraz częściowo do gry Contra.

## Lista utworów
| 1.  | Horchata                                   | 3:26  |
|     |                                            |       |
| 2.  | White Sky                                  | 2:58  |
|     |                                            |       |
| 3.  | Holiday                                    | 2:18  |
|     |                                            |       |
| 4.  | California English                         | 2:30  |
|     |                                            |       |
| 5.  | Taxi Cab                                   | 3:55  |
|     |                                            |       |
| 6.  | Run                                        | 3:52  |
|     |                                            |       |
| 7.  | Cousins                                    | 2:25  |
|     |                                            |       |
| 8.  | Giving Up the Gun                          | 4:46  |
|     |                                            |       |
| 9.  | Diplomat's Son                             | 6:01  |
|     |                                            |       |
| 10. | I Think Ur a Contra                        | 4:29  |
|     | Utwory bonusowe z wydania w sklepie Itunes |       |
| 11. | Giant                                      | 2:50  |
|     |                                            |       |
| 12. | California English: Part 2                 | 2:57  |
|     | Dysk bonusowy "Contra Megamelt"            |       |
| 1.  | Contramelt A                               | 6:11  |
|     |                                            |       |
| 2.  | Contramelt B                               | 4:36  |
|     |                                            |       |
| 3.  | Cousinz (Toy Selectah Mex-More Remix)      | 3:20  |
|     |                                            |       |
|     |                                            | 56:34 |
|     |                                            |       |

## Twórcy
- Ezra Koenig - wokal prowadzący; gitara w "Holiday", "California English", "Run" i "Cousins"; keyboard w "Horchata"; pianino w "I Think Ur a Contra"
- Rostam Batmanglij - pianino; wokal uzupełniający; keyboard; perkusja; syntezator; gitara w "White Sky", "Holiday", "California English", "Taxi Cab", "Cousins", "Giving Up the Gun", "Diplomat's Son" i "I Think Ur a Contra";
- Christopher Tomson - perkusja
- Chris Baio - bas; wokal uzupełniający w "White Sky" i "California English";